# Shao gun
Lo shao gun era un'arma usata anticamente dalla fanteria cinese, formata da un bastone molto lungo (gun) con incatenato all'estremità un bastone più corto. Il suo uso principale era quello di disarcionare i cavalieri. 
Per effettuare questo attacco il fante colpiva il cavaliere usando la parte terminale del bastone lungo, mirando all'arma o al corpo dello stesso. La catena e il bastone corto, a causa del contraccolpo giravano vorticosamente annodandosi intorno all'arma, alle braccia o colpendo il cavaliere. 
La lunghezza della catena poteva variare a seconda di quanto si voleva enfatizzare l'uso descritto. Con una catena più lunga era più facile disarcionare un cavaliere, ma ogni altro uso era reso più difficoltoso. Invece con una catena più corta (fino a pochi cm) era possibile usare lo shao gun come un gun, attribuendogli in più la facoltà di colpire ulteriormente con la parte mobile.